# Bakary Soumaré
Bakary Soumaré, född den 9 november 1985 i Bamako, är en malisk professionell fotbollsspelare som spelar för Montreal Impact i Major League Soccer (MLS).
Soumaré föddes i Mali men flyttade i ung ålder till Paris i Frankrike och sedan vidare till New York i USA som tonåring. Han studerade vid La Salle Academy och University of Virginia och spelade i deras fotbollslag La Salle Cardinals respektive Virginia Cavaliers.
Soumaré blev draftad av Chicago Fire i 2007 års draft som andra spelare totalt. Han var lyckad för Fire och blev nominerad till Årets back i MLS och valdes in i Årets lag för säsongen 2008.
Sommaren 2009 gick Soumaré till den franska klubben Boulogne, som var nykomlingar i Ligue 1. Boulogne åkte ur Ligue 1 direkt, men Soumaré stannade kvar till januari 2012, då han gick till den tyska klubben Karlsruhe i 2. Bundesliga på lån i ett halvår. Karlsruhe åkte den säsongen ned i 3. Liga.
Därefter spelade Soumaré andra halvan av 2012 och inledningen av 2013 för Philadelphia Union i MLS innan han återkom till Chicago Fire i maj 2013.
Soumaré har spelat för Malis landslag, bland annat i Afrikanska mästerskapet i fotboll 2010.

## Statistik

### Grundserien
| Säsong    | Klubb              | Liga                | Matcher | Mål |
| --------- | ------------------ | ------------------- | ------- | --- |
| 2007      | Chicago Fire       | Major League Soccer | 18      | 0   |
| 2008      | Chicago Fire       | Major League Soccer | 29      | 0   |
| 2009      | Chicago Fire       | Major League Soccer | 16      | 0   |
| 2009/2010 | Boulogne           | Ligue 1             | 20      | 0   |
| 2010/2011 | Boulogne           | Ligue 2             | 31      | 2   |
| 2011/2012 | Boulogne           | Ligue 2             | 16      | 0   |
| 2012      | Karlsruhe          | 2. Bundesliga       | 7       | 0   |
| 2012      | Philadelphia Union | Major League Soccer | 1       | 0   |
| 2013      | Philadelphia Union | Major League Soccer | 3       | 0   |
| 2013      | Chicago Fire       | Major League Soccer | 22      | 0   |
| 2014      | Chicago Fire       | Major League Soccer | 26      | 0   |
| Totalt    | Totalt             | Totalt              | 189     | 2   |

### Slutspelet
| Säsong | Klubb        | Slutspel | Matcher | Mål |
| ------ | ------------ | -------- | ------- | --- |
| 2007   | Chicago Fire | MLS Cup  | 1       | 0   |
| 2008   | Chicago Fire | MLS Cup  | 3       | 0   |
| Total  | Total        | Total    | 4       | 0   |

### Webbkällor
- ”Bakary Soumaré” (på engelska). National Football Teams. http://www.national-football-teams.com/player/29884/Bakary_Soumare.html. Läst 3 juni 2013.